# Molnár Árpád (szerkesztő)
Molnár Árpád (Marosújvár, 1913. január 31. – Nagyenyed, 1971. július 26.) erdélyi magyar filozófiatanár, szerkesztő.

## Életútja, munkássága
Tanulmányait a gyulafehérvári Majláth Főgimnáziumban és a római Gregoriana egyetemen végezte, 1939-ben filozófiatanári képesítést nyert. Az 1940-es években Aradon a minorita rendház kötelékében dolgozott, 1933–44-ben az Aradon megjelenő Havi Szemle felelős szerkesztője. 1946-tól haláláig a nagyenyedi tanítóképző tanára, egy ideig igazgatója.